# Paralastor argentifrons
Paralastor argentifrons är en stekelart som först beskrevs av Smith 1857.  Paralastor argentifrons ingår i släktet Paralastor och familjen Eumenidae. Inga underarter finns listade i Catalogue of Life.